# Libardón
Libardón (Lliberdón en asturiano y oficialmente) es una parroquia del concejo asturiano de Colunga, en España, y un lugar de dicha parroquia.
La parroquia tiene una superficie de 16,20 km² en la que habitan un total de 186 personas.
Según el nomenclátor de 2008 la parroquia comprende las poblaciones de:
- Carrandena (lugar): 6 habitantes
- Eslabayo (L'Esllavayu oficialmente, en asturiano)[1] (lugar): 18 habitantes
- Fano (Fanu)[1] (lugar): 35 habitantes
- Libardón (Lliberdón)[1] (lugar): 145 habitantes
- Raicedo (Raicéu)[1] (aldea): 20 habitantes

Extraoficialmente:[cita requerida]
- La Grandiella (Grandiella) (lugar): 2 habitantes
- Alto de la Llama (Altu la Llama) : 6 habitantes

Ramón García Tuero, más conocido como el Gaiteru Libardón fue uno de los vecinos más conocidos del pueblo, ya que fue el primer intérprete de música asturiana en profesionalizarse y grabar discos para multinacionales de su época.